# Berolina

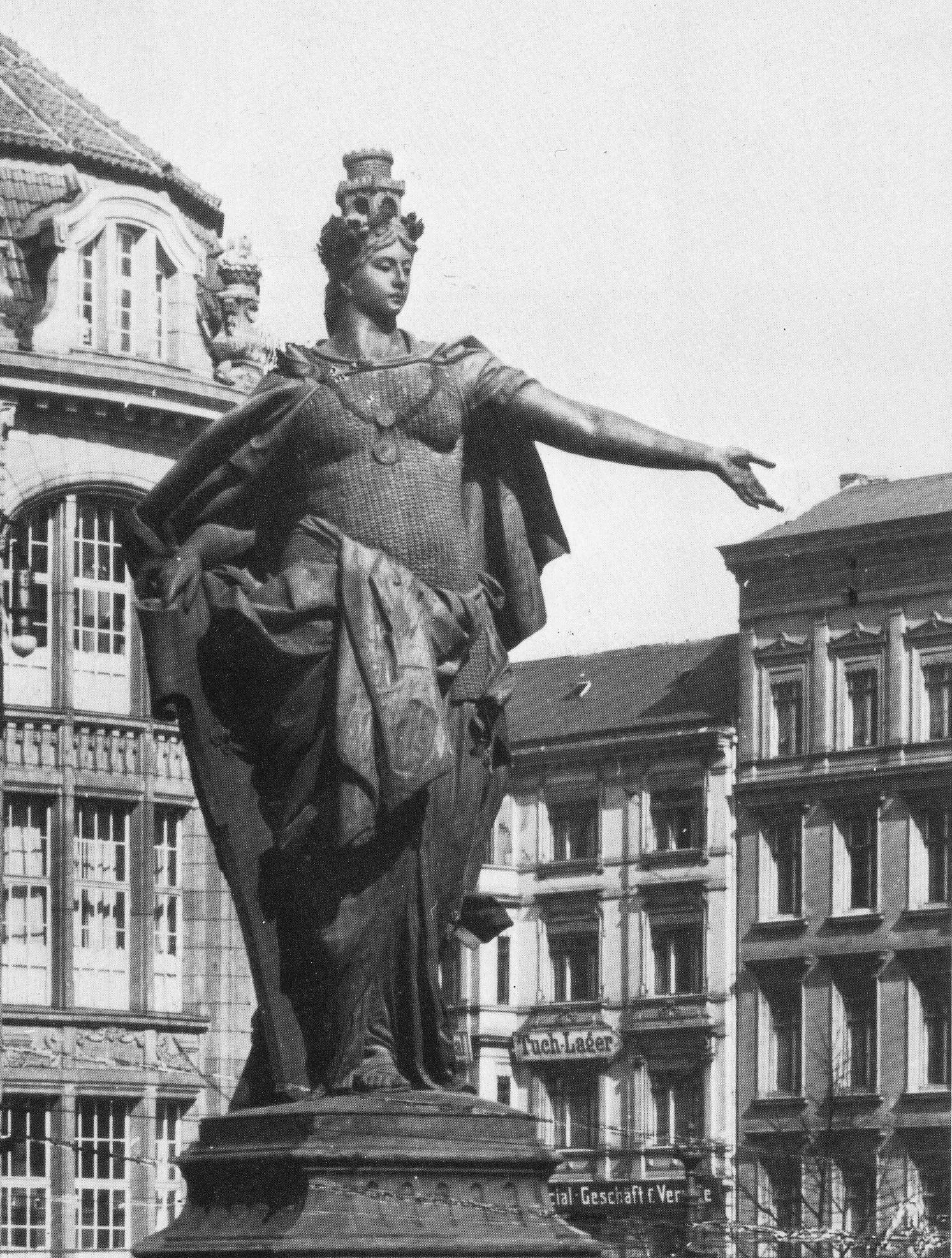
La estatua de Berolina en Alexanderplatz.

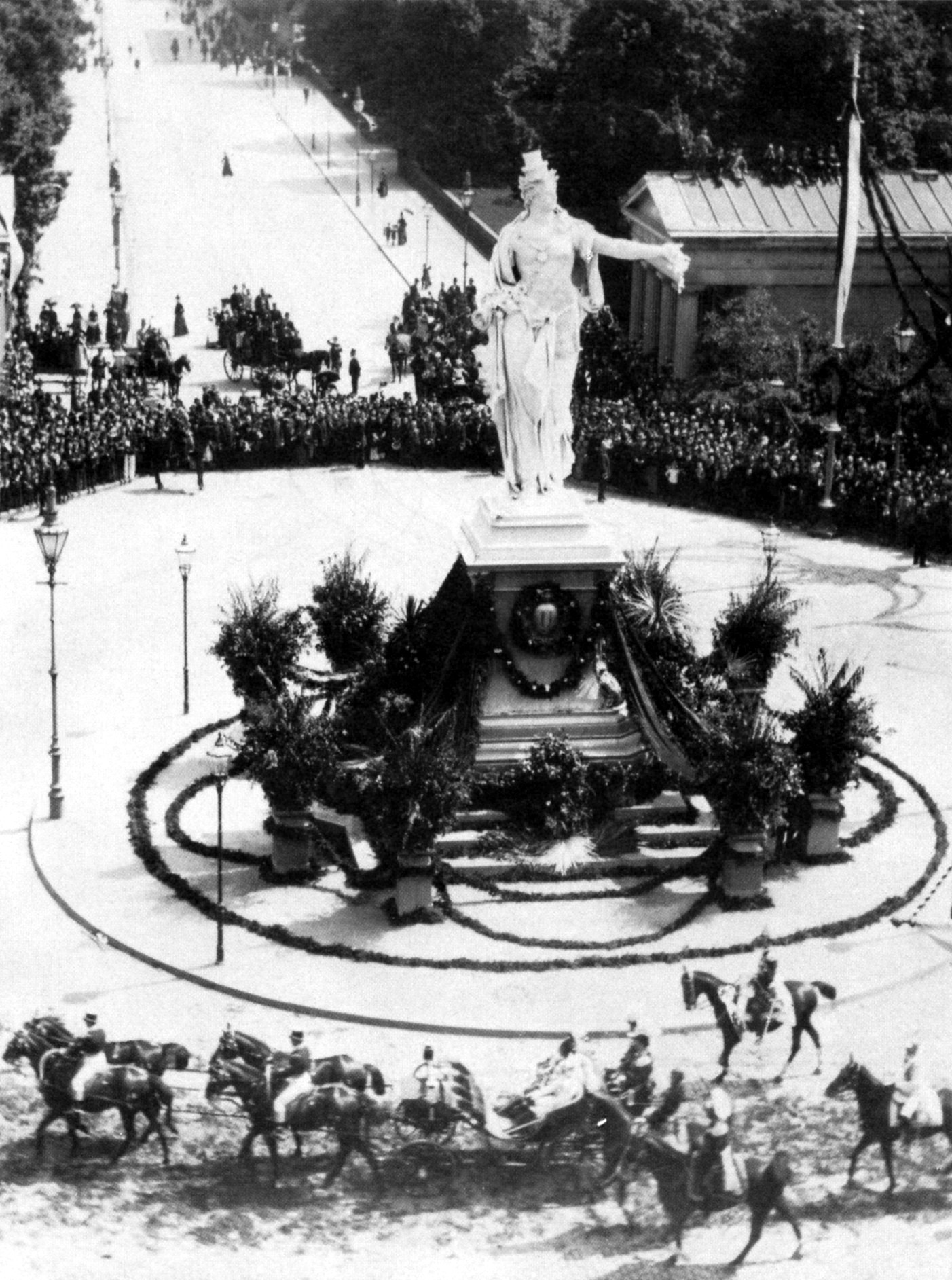
Berolina de yeso en 1889.

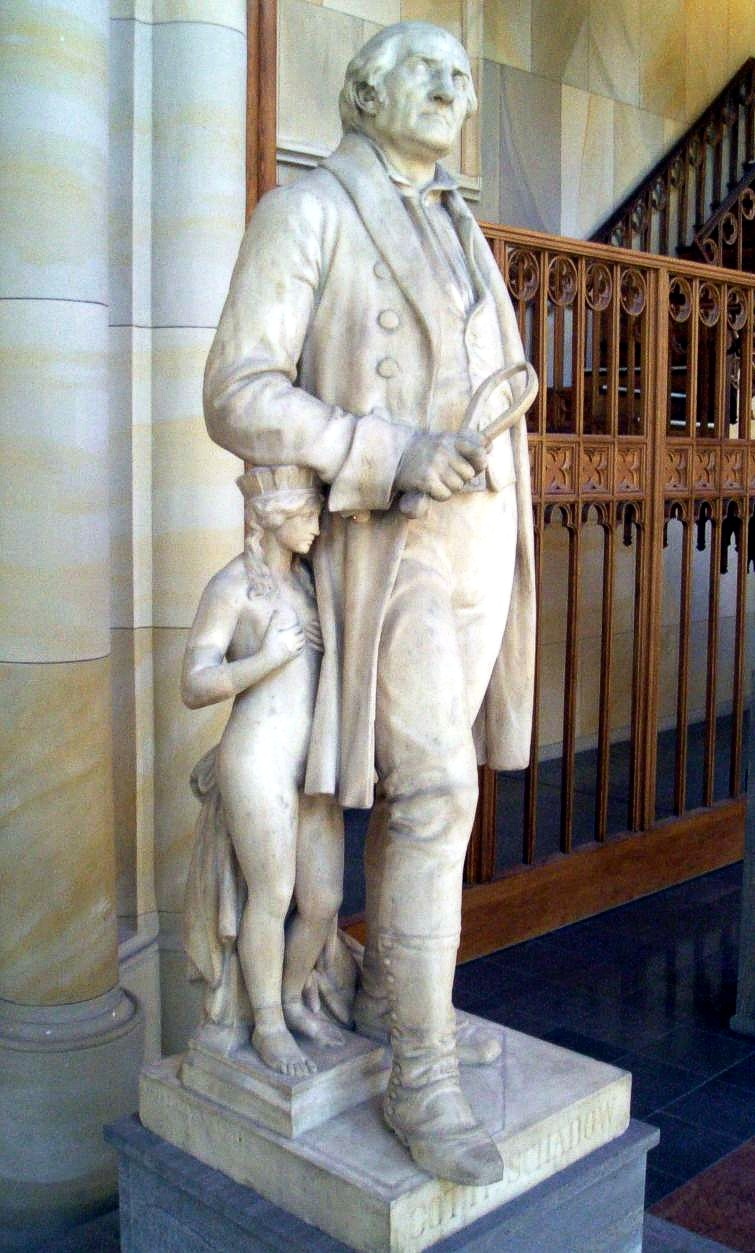
Johann Gottfried Schadow con una pequeña Berolina desnuda. Estatua en mármol de Hugo Hagen, 1869.

Berolina es el nombre en neolatín de la ciudad de Berlín. Además, Berolina es la figura antropomórfica femenina alegórica y que simboliza a esta ciudad. La estatua más famosa de Berolina se levantaba en la Alexanderplatz a inicios del siglo XX.

## Estatuas

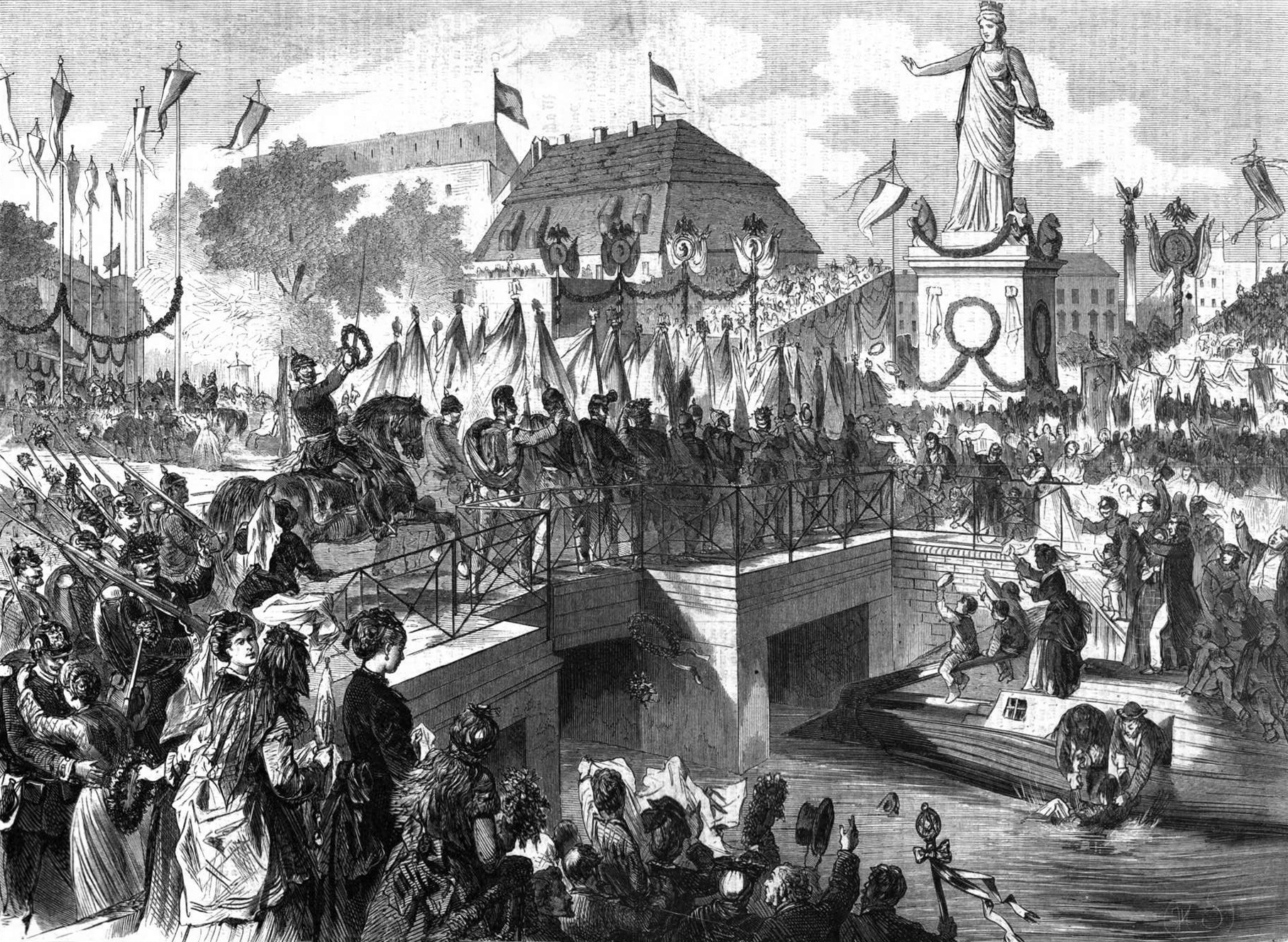
Descripción:Heimkehr des Heeres nach Berlin am 16. Juni 1871.
Fecha:1871
Autor:Hermann Scherenberg
Categorías:1871 in Berlin, Berolina, Hallesches Tor, Hermann Scherenberg

Emil Hundrieser diseñó en 1889 una estatua de Berolina como elemento decorativo para la visita del rey italiano Umberto I. La figura se elaboró en yeso y adornaba la Potsdamer Platz. La estatua de 7,55 m mostraba a una mujer con una corona de hojas de roble. El modelo fue una pintura del Ayuntamiento Rojo que mostraba a Anna Sasse. Más adelante, la figura de Hundrieser se fundió en cobre y se colocó en la Alexanderplatz. Fue desmontada en 1944 y presuntamente refundida. En 2000 se creó la fundación „Wiedererstellung und Pflege der Berolina e.V.“ con el cometido de reconstruir esta simbólica estatua.
Pero no fue la primera Berolina. Por ejemplo, el emperador Guillermo I mandó construir una Berolina de 11 metros en la Belle-Alliance-Platz (actual Mehringplatz) para glorificar a las tropas vencedoras en la Guerra Franco-Prusiana de 1871.

## Nombre
Muchas empresas berlinesas llevan el nombre de Berolina. En el pasado hubo varias emisiones radiales y televisivas en las cuales se hacía referencia a Berolina. Hoy es el nombre popular de la central de radio de la policía berlinesa.
También hubo un premio musical otorgado por la televisión, "Berolina", en ARD, ZDF y ORF, el cual fue conferido en un espectáculo televisivo animado por Thomas Gottschalk el 27 de agosto de 1987 a un total de 15 músicos y bandas. Los premiados fueron Falco, Münchener Freiheit, a-ha, Juliane Werding, Joe Cocker, Jennifer Rush, Peter Maffay, Engelbert Humperdinck, Chris de Burgh, Erste Allgemeine Verunsicherung, Tina Turner, David Bowie, ZZ Top, Clowns & Helden y Udo Jürgens.
Existen varias canciones, poemas y piezas teatrales, por ejemplo, de Kurt Tucholsky y Günter Neumann. La radio Sender Freies Berlin tuvo una emisión Rund um die Berolina con Ulli Herzog y Alexander von Bentheim. 
También existe la Berolina-Haus en la Alexanderplatz.

## Otros proyectos
- Wikimedia Commons alberga una categoría multimedia sobre Berolina.